# Maria Wasiak
Maria Wasiak, née le 6 juin 1960 à Radom, est une femme politique polonaise. Elle est ministre des Infrastructures entre 2014 et 2015.

## Biographie

### Formation et vie professionnelle
Diplômée en droit de l'université de Varsovie, elle est avocate au début des années 1990. En 1998, elle est nommée adjointe du préfet de la voïvodie de Radom, puis chef du cabinet politique du ministre des Transports Tadeusz Syryjczyk.
Elle quitte ce poste en même temps que son ministre, en 2000, et intègre alors l'entreprise publique des chemins de fer Polskie Koleje Państwowe (PKP S.A.). Elle y exerce diverses responsabilités, dont celles de présidente-directrice générale entre 2010 et 2012.

### Parcours politique
Après avoir exercé la co-présidence de la structure réunissant le Mouvement des citoyens pour l'action démocratique (ROAD) et l'Union démocratique (UD) dans la voïvodie de Radom, elle devient présidente régionale de l'Union pour la liberté (UW) entre 1994 et 1997.
Le 22 septembre 2014, Maria Wasiak est choisie par la nouvelle présidente du conseil des ministres Ewa Kopacz comme ministre des Infrastructures et du Développement à l'occasion de la formation de son gouvernement.